# Borgo medievale di Pacentro

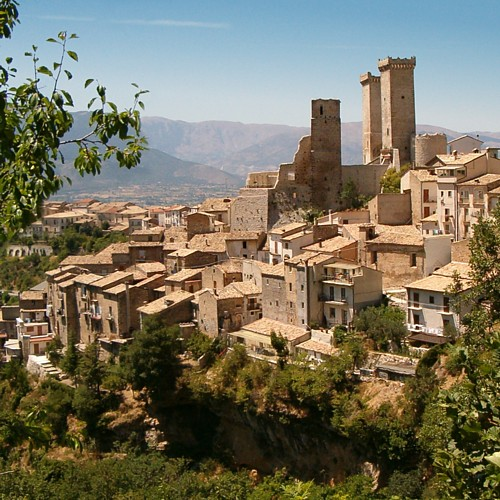
Pacentro vista da est

Il borgo medievale di Pacentro include gran parte dell'impianto urbano del Comune, ed è uno dei più conservati d'Abruzzo.

## Storia
Il borgo sorse durante l'incastellamento dell'Abruzzo da parte dei Longobardi, e sull'altura rocciosa del punto più alto, venne eretta una torre d'avvistamento, da cui più tardi verrà edificato il castello Caldora. Tale castello, fortificato già all'epoca della fondazione dell'abbazia di San Clemente a Casauria (871 d.C.), venne menzionato per la prima volta nel 951. L'abitato si andò espandendo e rimase nel feudo delle varie famiglie cadette del sovrano longobardo fino alla guerra contro Federico II di Svevia, che nel primo ventennio del XIII secolo smembrò lo strapotere della contea di Celano da parte dei Normanni e fortificò il castello. 

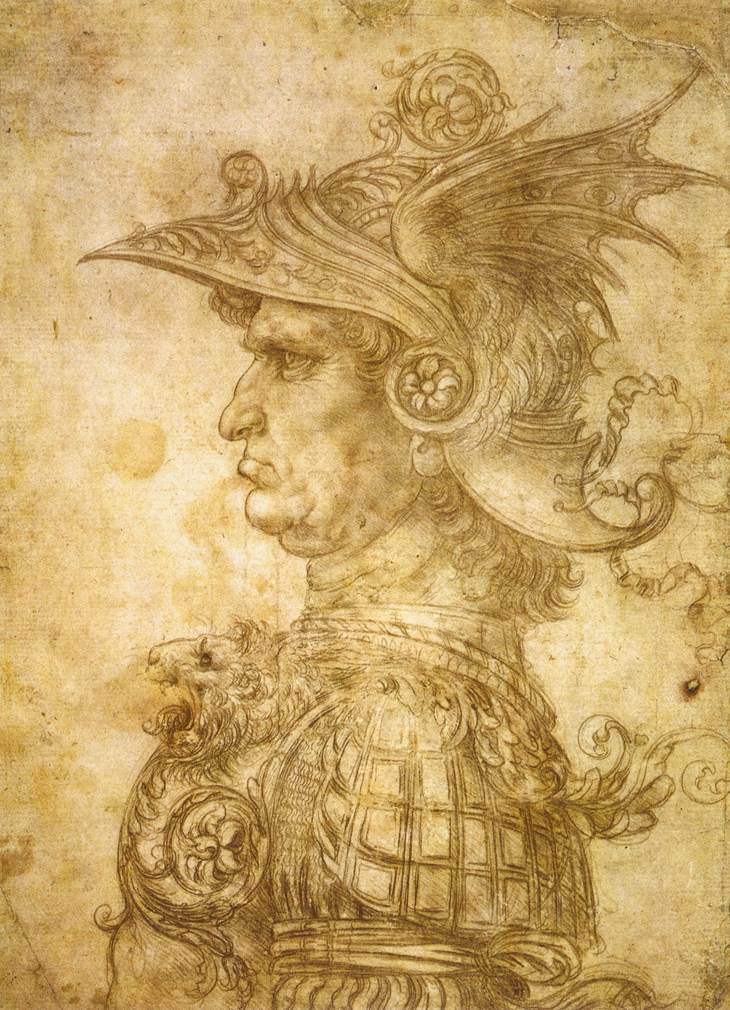
Jacopo Caldora

Nel 1421 vi passò il condottiero Jacopo Caldora, mentre ripiegava verso Castel di Sangro nella guerra contro Braccio da Montone. Vista la grande importanza strategica del castello, Pacentro si trovò nelle mire espansionistiche di Fortebraccio, e successivamente di Jacopo. Braccio da Montone, per ridurre all'obbedienza gli Abruzzi della regina Giovanna II di Napoli, minacciò Sulmona, e assediò le fortezze che vi opponevano resistenza, poiché Pacentro era di partito angioino contro gli Aragonesi. Dopo aver assediato il castello, Braccio cinse d'assedio per tre giorni la vicina Campo di Giove. Tuttavia dopo la sconfitta a L'Aquila del 1424, Braccio morì in campo, e Jacopo poté reclamare i suoi possedimenti sulla Valle Peligna, e restaurò ampiamente il castello, da cui il nome attuale. Dopo la morte di Jacopo, nel 1443, il feudo di Pacentro andò in mano ai Cantelmo di Popoli, che acquistarono numerosi feudi della Valle Peligna, insieme a Cansano, Pettorano sul Gizio e Campo di Giove. Per un breve lasso di tempo Pacentro tornò in mano ai Caldora, quando Antonio, figlio primogenito di Jacopo, riuscì a strapparlo a Gaspare Cantelmo, ma dopo la sua disgrazia, Pacentro fu per almeno un secolo feudo di questa famiglia. Nei secoli successivi fu venduto a vari signori, dagli Orsini ai Barberini.
Nel 1706 il paese fu gravemente danneggiato dal terremoto di Sulmona insieme a vari altri centri della valle, e dalla fine del secolo l'antico borgo medievale iniziò ad espandersi fuori le mura verso la valle, con la costruzione di un nuovo quartiere. Tale quartiere è uno dei più popolosi del borgo storico, che negli anni seguenti, specialmente nel Novecento, non ha quasi per niente risentito dell'espansionismo edilizio moderno, conservando perfettamente l'antico aspetto austero medievale. Tale caratteristica, benché da una parte abbia favorito l'emigrazione, dall'altra ha costituito la fortuna a vocazione turistica del paese, che dalla fine del XX secolo ha suscitato un grande interesse ricettivo, insieme a vari altri borghi della vallata, facendo del turismo un punto fondamentale per l'economia.

## Descrizione

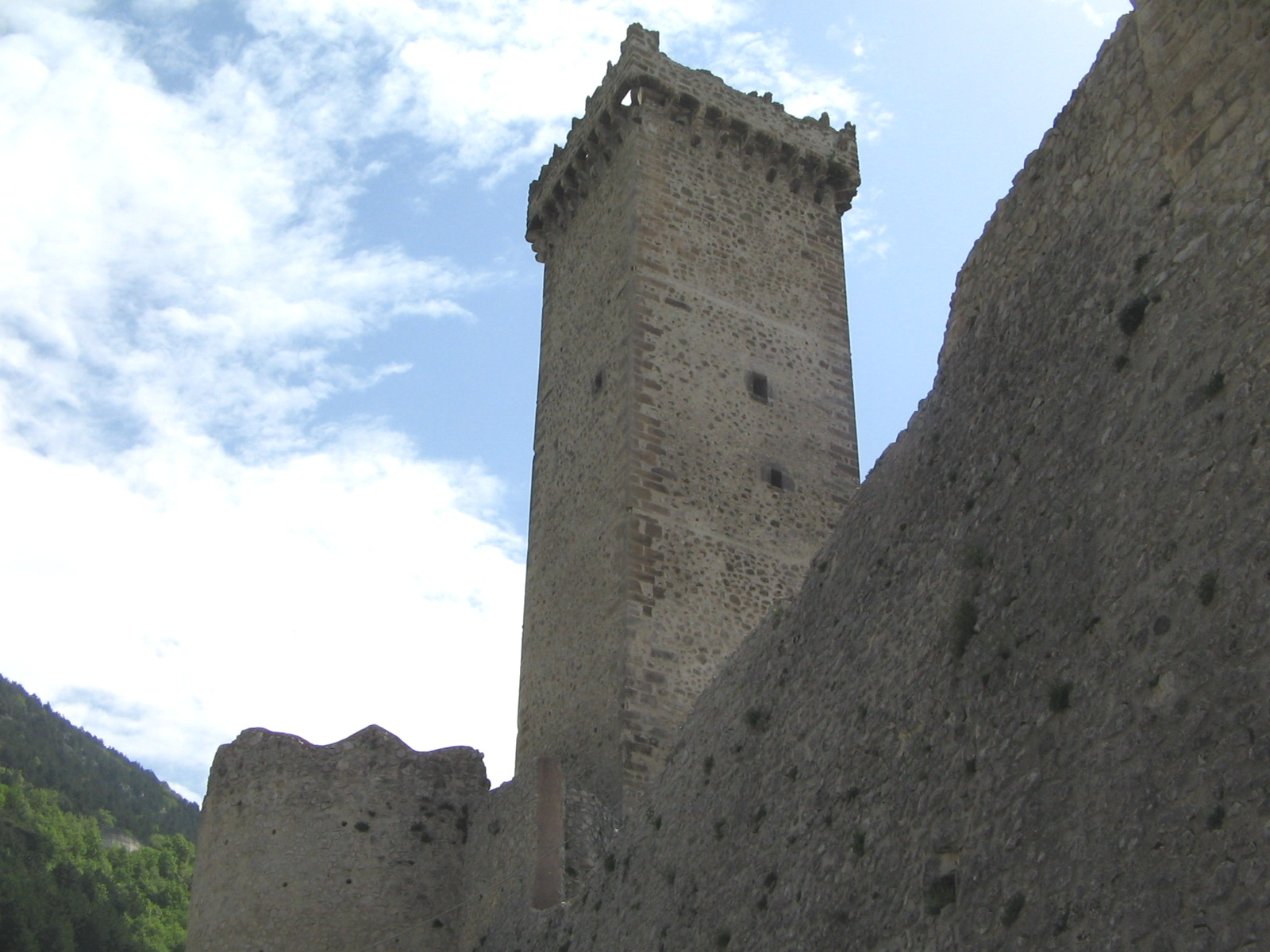
Il castello Caldora

Il borgo è diviso in due parti, quella più antica, e quella più nuova del tardo Settecento. L'insieme del borgo ha un aspetto triangolare che guarda verso la vallata. La parte medievale raccoglie le antiche case dell'XI secolo attorno al cocuzzolo del castello Caldora, posto ad est. Le viuzze guardano a strapiombo, occupando tutta la parte della montagnetta sopra cui si erge il maniero, mentre andando ad ovest, da Piazza del Popolo in poi, si comprende chiaramente l'aspetto più moderno del borgo antico, poiché si entra nel quartiere tardo rinascimentale del XVI-XVII secolo. Tale zona è attraversata da un grande decumano, via Santa Maria Maggiore. Tuttavia questo quartiere è ancora compreso nella cinta muraria, come testimoniano le porte di ingresso, e l'ultima parte del centro storico pacentrano si trova nel quartiere ottocentesco che parte da Piazza Umberto I, e mediante via San Marco e via San Francesco abbraccia una vasta area, arrivando fino al convento dei Francescani Cappuccini.
- Borgo Caldora - Contrada Colle: è la parte più antica che si raccoglie attorno al castello. Le porte di accesso su via Antera e anche su via del Colle (oggi scomparsa), dimostrano chiaramente quale doveva essere la prima cinta muraria. Le case non hanno una disposizione regolare, specialmente quelle di via Colle e via salita Castello, e sono disposte le une sulle altre, seguendo le incurvature e le strozzature del terreno roccioso sopra cui poggiano. Conservano le caratteristiche gradinate di pietra, ai vignali, ai supportici che creano meravigliosi scorci, dove è possibile immaginare il sistema di vita di allora. La chiesa storica di questo sobborgo è quella dedicata alla Madonna degli Angeli, è molto piccolo e si trova sull'estremità orientale del sobborgo, ai piedi del castello. L'ingresso da est è dato da Porta Rapa.

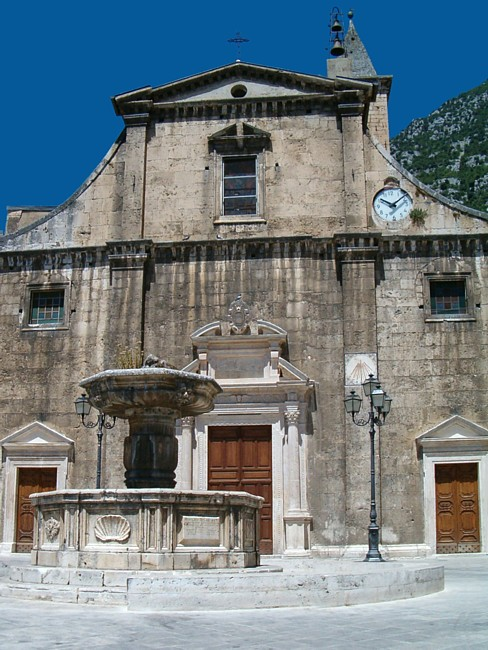
Piazza del popolo e chiesa di Santa Maria Maggiore

- Borgo Santa Maria: costituisce un ampliamento del borgo vecchio, sia per l'espansione edilizia che per la cinta muraria. Collegato al borgo Caldora mediante la salita del Colle con suggestivi gradoni di pietra, ha fabbricati più regolari in pietra, disposti sullo stesso piano, su strade più spaziose e pianeggianti. La struttura più rappresentativa dell'architettura civile è Palazzo La Rocca, sede del Municipio e di un museo etnografico, mentre su Piazza del Popolo troneggia la parrocchia di Santa Maria Maggiore, o della Misericordia. Lungo la grande strada che conduce fuori le mura, in Piazza Umberto I, si trovano la casa Ciccone, la cui famiglia dette i natali alla cantante Madonna, e la chiesetta di San Marcello o San Carlo. Il suo ingresso mediante le mura è dato da via Antera, mediante Porta Mulino o della Tonna.

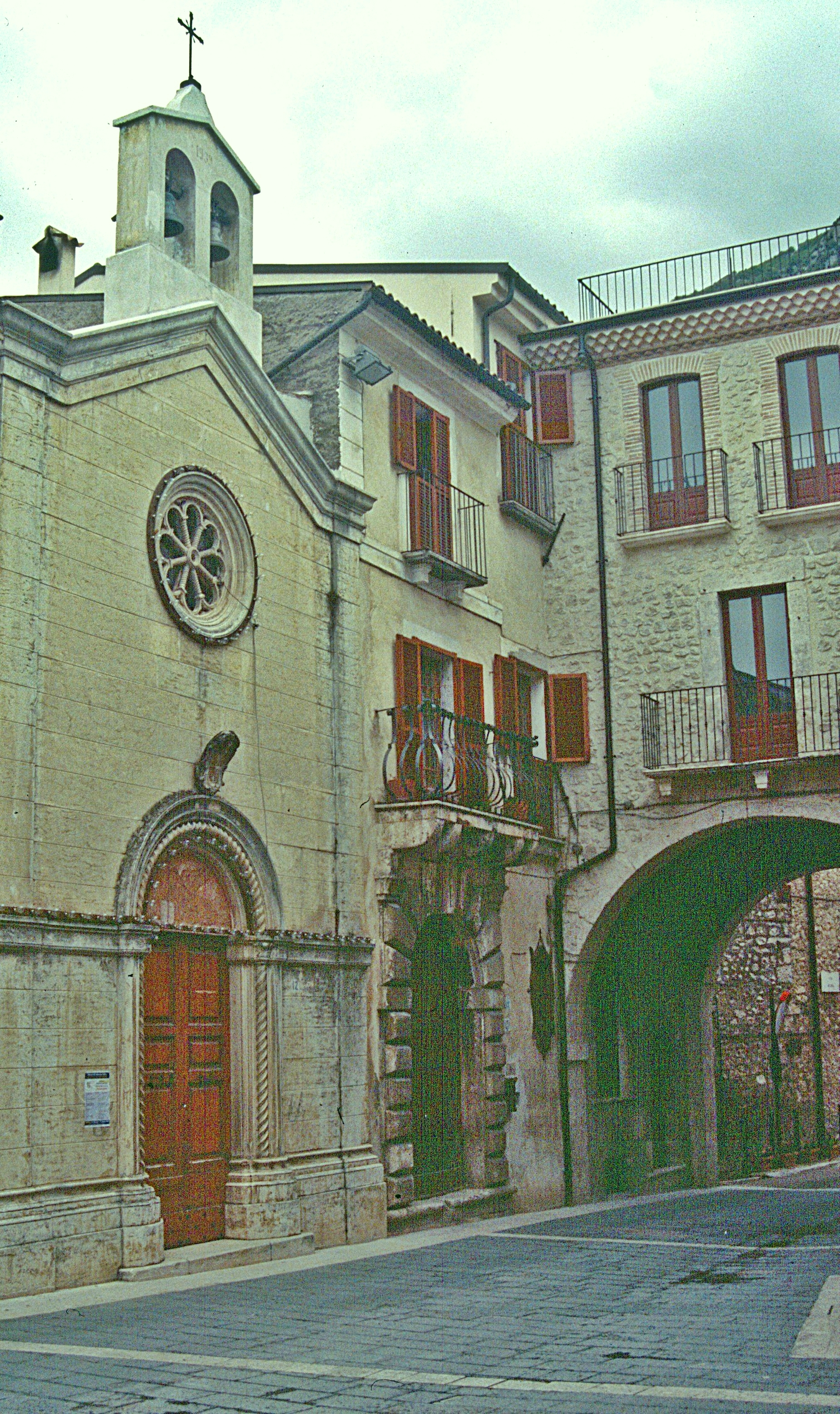
Piazza Umberto I e chiesa di San Marco

- Supportici - Madonna di Loreto: è la parte più depressa del borgo medievale, delimitata da via Colle, via Guardiola e via Fondo Vallone. Come la parte alta del borgo Caldora, anche questo sobborgo è caratterizzato da case in pietra molto piccole, addossate l'una sull'altra, per rispettare lo schema roccioso della ripida scarpata. L'ingresso è delimitato da Porta della Rosa.
- Borgo San Marco: è la parte ottocentesca più moderna, che si è sviluppata l'ungo il piano dei campi sotto il controllo del convento dei Cappuccini. Esso è delimitato da Piazza Umberto, via San Marco e via San Francesco. I vari palazzi di interesse sono dei Trasmondi, dei Simone, dei Pelini, dei Massa-Trippitelli.
- Borgo Madonna delle Grazie: è di fondazione più recente, e si trova appena fuori le mura di Porta Mulino. L'area nel Medioevo era una campagna piena di mulini, data la ricchezza delle acque, come testimonia l'antico lavatoio pubblico fuori le mura. Le case sono a pianta regolare, disposte lungo il viale Madonna dei Monti, che porta a questa chiesette e all'altra dedicata alla Madonna delle Grazie.

## Monumenti

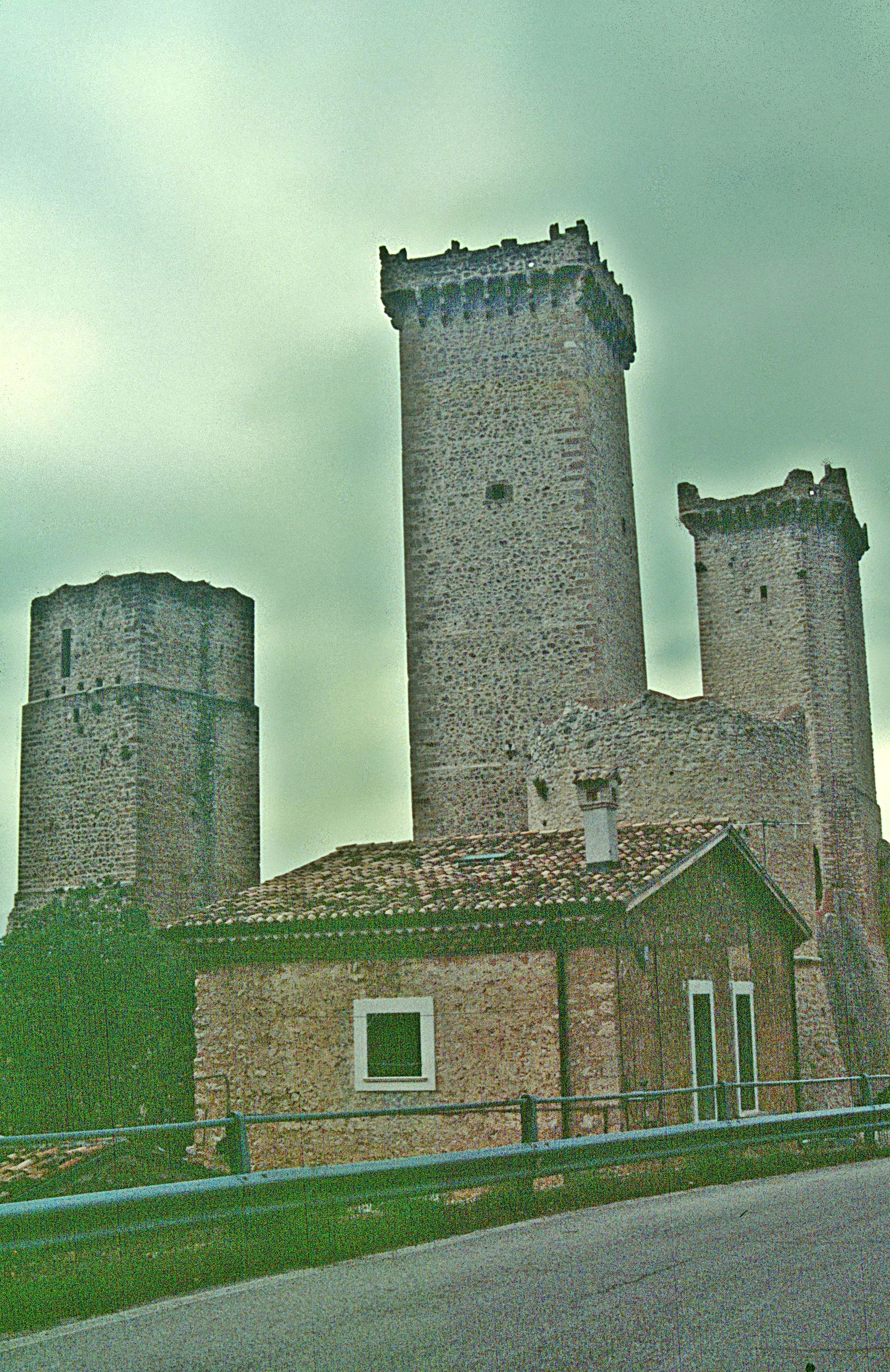
Il castello

La lista contiene i monumenti sia dentro le mura del borgo vecchio che quelli situati nelle immediate vicinanze.

### Castello Caldora e porte
- Castello Caldora Cantelmo: il castello si trova a quota 718 m s.l.m., costituisce una delle strutture fortificate più belle e conservate dell'Abruzzo. Il suo ruolo è stato costantemente quello della difesa e del controllo del Morrone e della Valle Peligna; le prime citazioni risalgono al Chronicon Casauriense nel 951 e poi nell'XI secolo. Dopo alcune opere di manutenzione volute da Federico II di Svevia, nel XIV secolo il castello passò ai Caldora, e di conseguenza nelle mani di Jacopo, che lo trasformò nella struttura attuale, irta di torri di controllo e fossato con cinta muraria. Vennero innalzate le tre torri interne, anche se quella di nord-est priva delle classiche merlature a sbalzo, è probabilmente precedente, e l'altra successiva al 1418, fu realizzata durante il completamento della difesa esterna, con la costruzione dei bastioni cilindrici angolari.[1] La pianta del castello non è perfettamente rettangolare e rispetta l'esigenza, caratteristica delle fortezze di mezza costa, di arroccare la costruzione in maniera da avere il pendio montano sulle spalle. La struttura presenta una doppia cinta muraria, quella interna più antica e più deteriorata, quella esterna più recente e decisamente meglio conservata, con delle torri cilindriche angolari. Diversi sono gli stemmi posti sul complesso, quasi tutti difficilmente leggibili, e quello migliore è degli Orsini sulla torre sud-ovest; tali stemmi sono disposti lungo un muro interno. Il castello fu infatti, dopo i Caldora-Cantelmo, proprietà di vari signori, dei quali l'ultima famiglia fu quella dei Barberini di Roma. Nel 1957 il castello andò al Comune, che lo restaurò e lo rese fruibile al pubblico, dopo il consolidamento di alcune parti nel 1964, e la ripulitura delle torri nel 1974. Tali restauri sono stati giudicati troppo invasivi, perché per alcune parti, per tenerle in piedi, si è usato del cemento armato a vista. Dagli anni '90 sono iniziati altri restauri per consentire la fruibilità di tutte le torri (oggi solo una è accessibile), aprire i passaggi delle scuderie, dei saloni e dei sotterranei. Una grande sala, forse in origine cappella privata, è usata come museo del castello.
- Porta Mulino: è la porta principale di accesso, dal campo dei Mulini, esistente già dal XIII secolo. L'area circostante all'interno ed esterno delle mura, fu luogo di riscossione dei dazi e centro di lavorazione per la presenza dei mulini. Uno di questi era ancora esistente, distrutto nel 1943 dai tedeschi. Presso la porta, che ha arco ogivale con federa incorniciata, si trova la "pietra Tonna", grossa pietra incavata usata per la misura del tomolo, e venne ribattezzata "della Vergogna", perché i debitori venivano fatti sedere nudi sulla pietra davanti ai passanti, in forma di pubblica umiliazione. Una leggenda vuole che la pietra fosse anche il luogo di ritrovo delle streghe nelle notti sabbatiche.
- Porta della Rosa: è stata così chiamata in onore della famiglia Orsini, la cui rosa dello stemma mostra cinque petali. Lo stemma raffigura uno scudo che mostra l'arco di pietra con appunto la rosa degli Orsini, ed era l'ingresso alla contrada della Madonna di Loreto, ossia il punto di congiungimento di Fondo Vallone con Piazza del Popolo.
- Porta della Rapa: si trova all'estremità orientale di via Colle, punto di ingresso al borgo Caldora delle mura medievali. La porta fu restaurata nel 1550, come testimonia la data, con lo stemma della rosa degli Orsini. Costituiva l'accesso principale alla contrada Colle, che si estende dal Casarino fino alla porta.

### Chiese

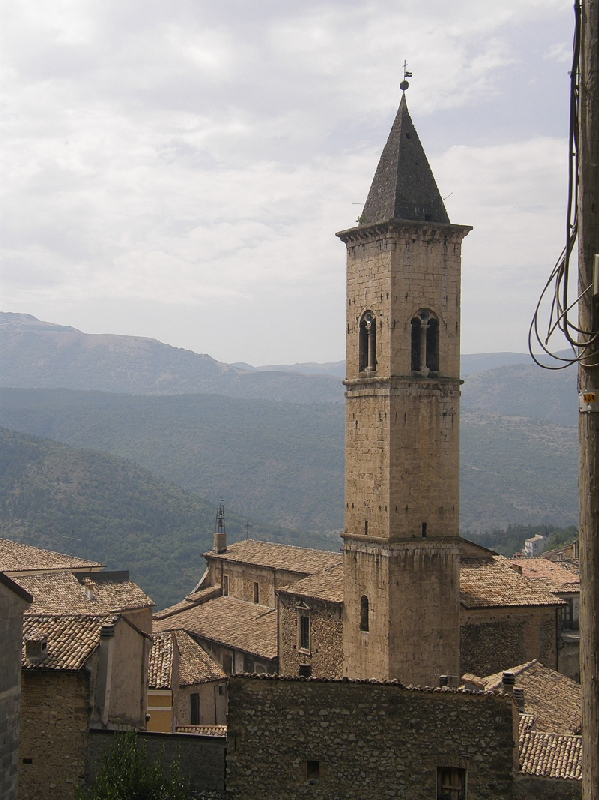
Il campanile della chiesa di Santa Maria della Misericordia

- Chiesa parrocchiale di Santa Maria Maggiore o della Misericordia: l'edificazione della chiesa è da ricondurre al XV secolo. Com'era consuetudine, l'edificio fu innalzato a partire dall'abside, e nel corso del XVI secolo si giunse al completamento della facciata e dei suoi partiti architettonici decorativi, ultimati nel 1603. Tra il XVII-XVIII secolo la chiesa fu arricchita, con i restauri del dopo sisma 1706, degli altari laterali nell'interno di gusto barocco, e verso la fine del XIX secolo furono rifatte le volte a crociera delle navate laterali, mentre la soffittatura piana dell'aula centrale fu decorata da sfarzosi stucchi dai fratelli aquilani Giovanni e Berardino Feneziani e dal pacentrano Attilio De Chellis.[2] La chiesa presenta una facciata a due ordini, in pietra bianca della Majella, di chiaro gusto cinquecentesco. Il settore inferiore è tripartito da slanciate paraste tuscaniche che sorreggono una cornice marcapiano decorata con mensole, che inquadrano tre portali, i due laterali e quello centrale di proporzioni maggiori del 1603. Due semplici raccordi curvilinei laterali garantiscono il collegamento del settore inferiore a quello superiore, con timpano triangolare, che accoglie una finestra di pietra modanata ad edicola con timpano triangolare spezzato. Il campanile a torre, sebbene di fattezze tardo gotiche, risale al 1578, decorato da cornici marcapiano, e da finestre bifore nei lati superiori, dove si trovano le campane, a ricordare vagamente lo stile gotico della torre del Complesso della Santissima Annunziata a Sulmona. L'interno ha tre navate, delle quali quella centrale è la maggiore, con il soffitto stuccato che ritrae il trionfo della Madonna in Paradiso. Le navate laterali con le cappelle e le volte a crociera sono state realizzate nel XVII secolo. Sul lato sinistro si trova un bel pulpito ligneo di noce del 1653.
- Chiesa di Santa Maria degli Angeli: chiesa rurale costruita alla fine del 1500, come testimonia un documento ecclesiastico che parla di un matrimonio del 1599. Fu fondata dalla famiglia Orsini e intorno ad essa si sviluppò la contrada omonima. Nel XVIII secolo venne abbandonata, e fu recuperata nel 1928 per volere di Mariannina Avorio e del parroco Davide Di Cicco.[3] La chiesa ha un aspetto rurale, a pianta rettangolare, con navata unica interna e facciata molto semplice, caratterizzata da un portale centrale e da una finestra. Il campanile è a vela.
- Chiesa di San Marcello: è la più antica del centro storico di Pacentro, e si trova lungo via Santa Maria Maggiore. Fu costruita nel 1047, per volere del monaco Adalberto di San Clemente Casauria, in onore di Papa Marcello I, e fu restaurata nel 1166 dal vescovo Berardo di Teramo. La chiesa fu per molto tempo sede della parrocchia, prima di Santa Maria Maggiore, menzionata da varie bolle papali. Nel XVII secolo fu rilevata dalla confraternita di San Carlo Borromeo e restaurata, mentre sede della parrocchia diventava la nuova chiesa di Santa Maria Maggiore. Si accede alla chiesa mediante una scalinata che conduce al durazzesco portale in pietra lavorata del XV secolo, che immette sul fianco destro della navata unica. Il prospetto coronato dal finestrone a ventaglio, presenta a sinistra del portale, una nicchia a sesto acuto con un affresco di autore non identificato con la Madonna col Bambino e San Marcello databile al primo Quattrocento.[4] Di notevole pregio è il portale ligneo con specchiature modanate realizzato nel 1697 per volere di don Isidoro Rossi, vicario e parroco. L'interno conserva le nicchie laterali delle originali tre navate, con resti di affreschi quattrocenteschi, mentre il resto della navata è in stucco barocco del XVIII secolo. Del 1802 è una pregevole acquasantiera sormontata dal motivo del teschio con ossa, che ricorda la presenza della confraternita di San Carlo.

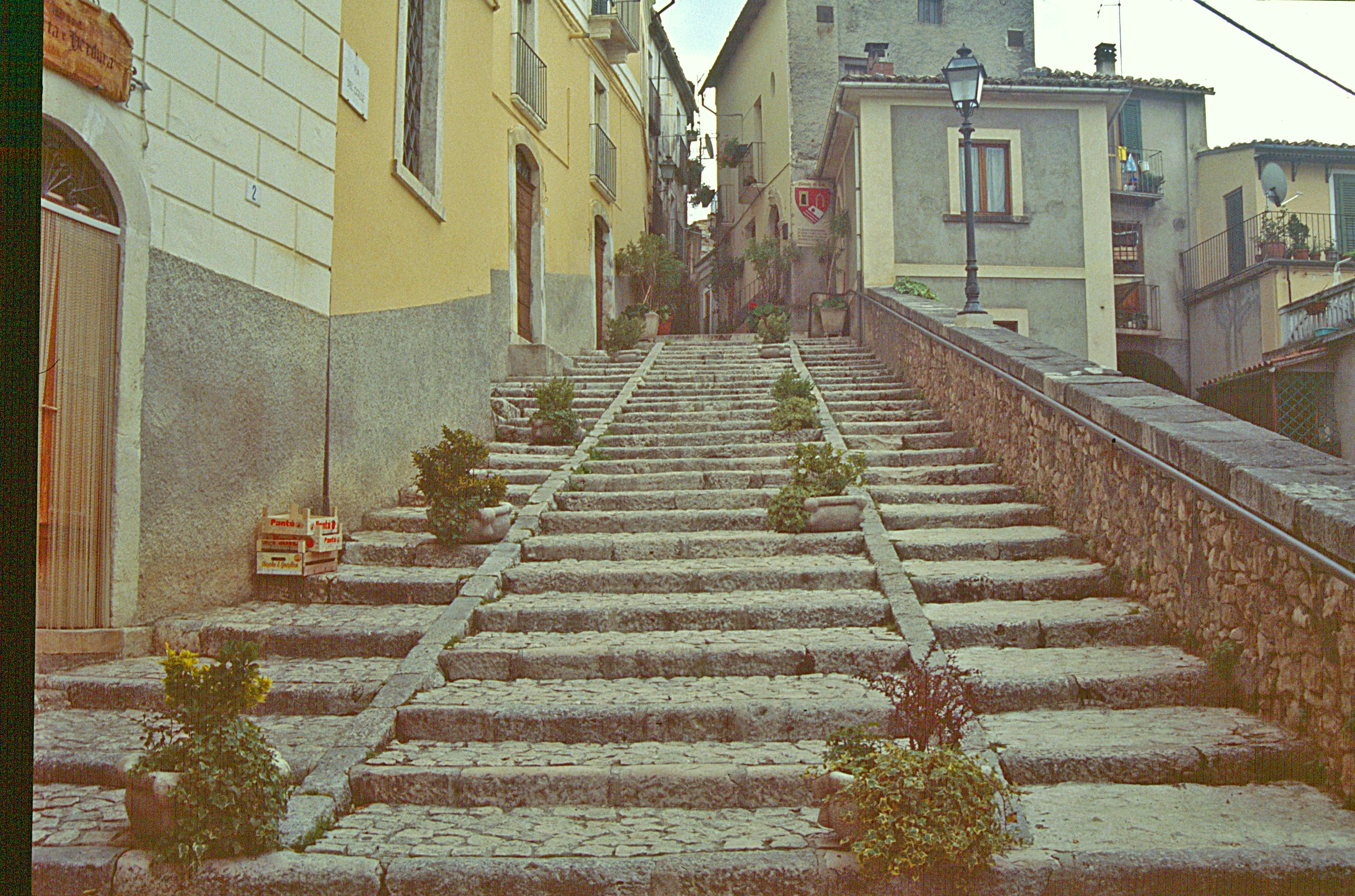
Via Colle

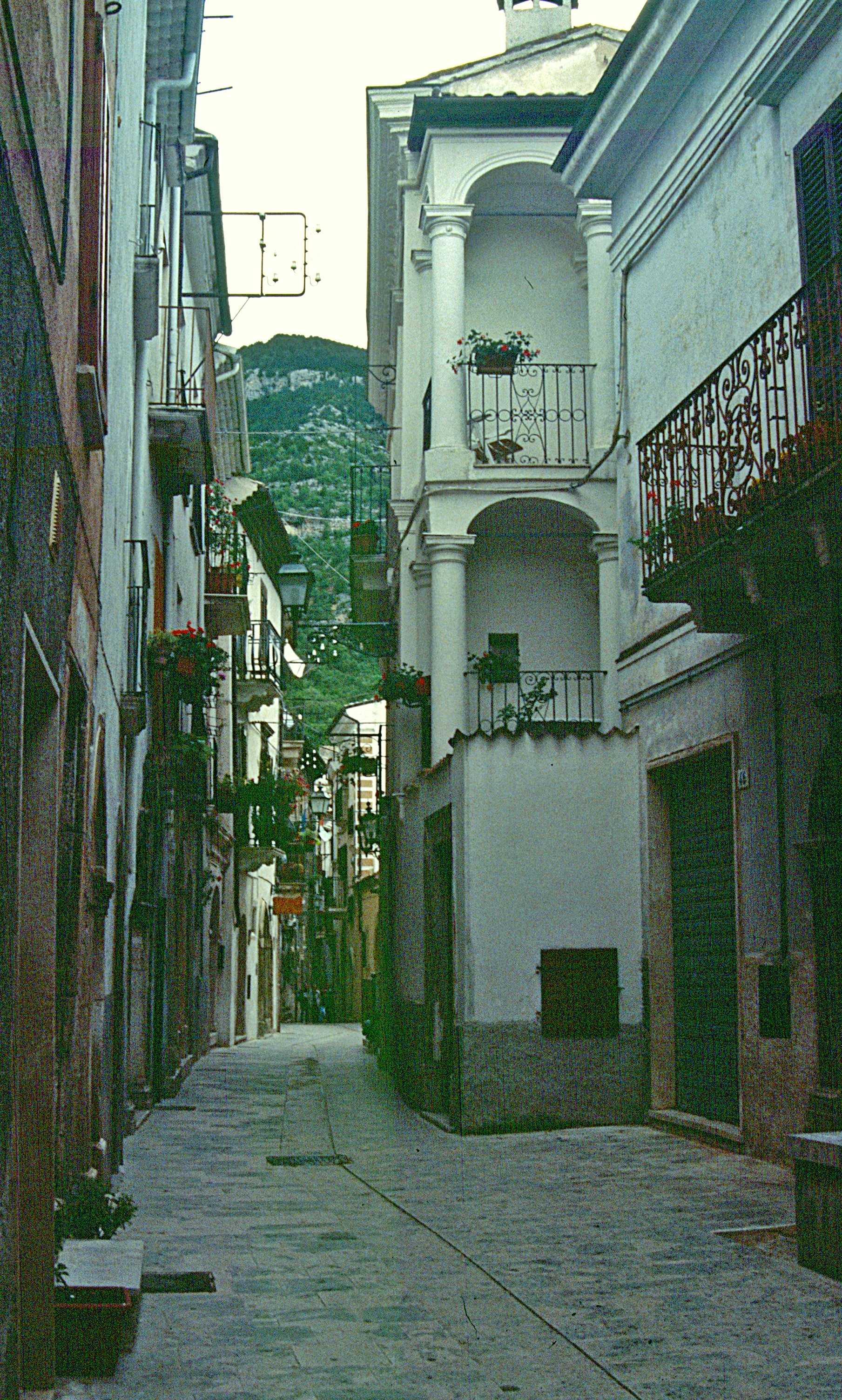
Uno scorcio del borgo

- Chiesa della Madonna di Loreto: non si conosce esattamente l'anno di fondazione, ma risale alla fine del XVI secolo. L'attuale impaginato di facciata e l'impianto planimetrico dell'edificio denotano però un rifacimento della metà del XIX secolo. La chiesa sorgeva presso le mura, poiché le fonti parlando di una porta di accesso, detta "Porta Madonna", in seguito demolita per la costruzione di case. La chiesa ha una facciata a coronamento curvilineo che ricorda la soluzione adottata nel XVIII secolo della chiesa di San Rocco a Sulmona. Il prospetto rimarcato da paraste di ordine ionico, e ingentilito in alto da due finestre a forma ellittica e da una nicchia centrale che accoglie l'icona della Madonna, presenta un portale in stucco a coronamento rettilineo, affiancato da finestre rettangolari con cornici modanate. La pianta è a navata unica absidata, coperta da volta a botte con cronici, riquadri, e stucchi che risaltano sul fondo i colori a pastello.
- Chiesa di San Filippo Neri: la chiesa fu costruita nel XVII secolo, situata nella Contrada Antera o Madonna delle Grazie. Oggi ha un aspetto ottocentesco per via di vari restauri, e fu donata alla Confraternita del Rosario il 17 gennaio 1760. All'esterno presenta un prospetto a coronamento rettilineo, con portale sormontato da lunetta semicircolare con il dipinto della Madonna col Bambino tra San Domenico e Santa Caterina. All'interno dell'aula rettangolare un tempo coperta da volta a botte e oggi da un semplice soffitto piano, è conservato un gruppo scultoreo ligneo della madonna del Rosario, portato in processione dai confratelli la prima domenica di ottobre.
- Chiesa della Madonna delle Grazie: la piccola chiesa fu eretta fuori le mura, nel XVI secolo, come attesta l'arco d'ingresso che ricorda quello della chiesa di San Rocco a Sulmona. Tale arco di accesso fu chiuso con cancellata nel 1729 per volere del vescovo Matteo Odierna, e i due archi laterali furono chiusi invece con portoni in legno. Oggi questi archi sono celati dagli altari interni della Santissima Trinità e San Rocco. Nella chiesa, di aspetto barocco, con facciata semplice a capanna, e interno a navata unica, si trovano i paramenti sacri dei due sodalizi pacentrani della Confraternita di Sant'Antonio abate e San Michele Arcangelo.
- Chiesa di San Marco: si trova su Piazza Umberto I o dell'Arenga. Questa chiesa inizialmente era dedicata ai Sette Dolori di Maria, eretta alla fine del XVII secolo dalla famiglia Rossi, per mano di Domenico Saverio. Con lo spostamento della sede di San Marco, che all'epoca stava sopra un colle isolato, in seguito alla caduta della chiesa col terremoto di Avezzano del 1915, questa chiesa prese nuovo nome, e vi venne insediata la Confraternita della Santa Croce. La chiesa è stata notevolmente restaurata nell'inizio del 900 secondo il gusto eclettico dell'epoca tra il neorinascimentale e il neogotico, come testimoniano il portale, sormontato dallo stemma della famiglia Rossi, e il rosone a raggiera. L'interno è a navata unica, e conserva l'antico affresco rinascimentale della Madonna dei Sette Dolori.

### Fontane storiche
- Fontanone di Piazza del Popolo: è la fontana più famosa di Pacentro, posta davanti alla chiesa di Santa Maria. Posta su basamento formato di due gradini circolari in pietra, la fontana presenta una vasca poligonale ad otto facce con specchiature, elementi floreali in rilievo e cartigli con l'iscrizione "NIHIL. EST OPERE. AUT/MANU. FACTUM. QUOD. ALIQUANDO. / NON CONFICIAT. ET CONSUMAT CANA / VETUSTAS / NON. EST. VIRI. TIMERE. SUDOREM / LABORES. GLORIA. DICTUM... SAE EST." Su una faccia rivolta verso la chiesa parrocchiale, c'è l'anno di realizzazione 1841, e sul lato opposto l'anno del restauro del 1907. Al centro della vasca si erge il robusto stelo centrale decorato da mensole poste a sorreggere una piccola vasca superiore arricchita da modanature e mascheroni che cacciano l'acqua.
- Lavatoio storico "I Canaje": si trova nei pressi di Porta Mulino. Fu edificato nel XVII secolo, con muratura in pietra squadrata, e somiglia allo scafo di un'imbarcazione. L'asse principale della vasca è disposto ortogonalmente alla retrostante parete rocciosa, contornata da muri ad opera incerta. Qui le donne vi confluivano da ogni parte del paese per lavare i panni o attingere l'acqua. Il deflusso dell'acqua è reso possibile attraverso una grande grata posta nella convergenza delle due parti curvilinee.
- Fontana Jaringhe: è stata realizzata nel primo Novecento e si trova accanto alla chiesa di San Marco. Ha un corpo principale in pietra della Majella ben squadrata, suddivisa da cornici e lesene, e ha due cerchi modanati da cui spuntano le cannelle.
- Fontana del Vallone: è la fontana più antica di Pacentro, e si trova in via Fondo Vallone, la cui acqua proviene da una sorgente posta 400 metri più sopra. La fontana fu eretta per convogliare l'acqua al paese, attraverso un canale di pietra in mura ciclopiche. Attraverso vari interventi di restauro, la fontana oggi è molto rimaneggiata: il primo intervento è della fine del Trecento, e mostra la grande vasca costituita da 5 lastroni in pietra, utilizzata per far abbeverare le bestie e lavare panni. L'altro intervento è del 1931 quando fu aggiunto il triangolo superiore, e l'altro è di 3 anni più tardi, quando venne costruita una nuova grande vasca per migliorare il lavaggio dei panni.

### Palazzi e case storiche
- Palazzo Borsilli: si trova presso Piazza Tonno. Censito nel 1837 come proprietà di don Giuseppe Borsilli, questo palazzo è di epoca precedente, risalente al periodo del governo degli Orsini. Oggi è proprietà del dottor Franco Pelini, ha un imponente portale in conci lapidei ben conservati, e con profilo tronco-piramidale, culminante con un arco a tutto sesto, impreziosito da una rosta in ferro battuto cesellata d'arte. Sul concio della chiave di volta spicca lo stemma riccamente lavorato, sormontato da una corona sospesa. Nel corso degli anni il palazzo ha subito varie modifiche, che hanno tolto la sua importanza, dato che si trovava a pochissima distanza dal castello Caldoresco.
- Palazzo Cercone: ha un semplice portale, e meritano attenzione le ringhiere in ferro battuto, che orlano il balcone. Oggi è proprietà del dottor Donato Cercone, ma in passato fu di don Filippo Cercone, ricco proprietario terriero ma anche artista dilettante del fine '800.
- Palazzo Cipriani Avolio: in Piazza Umberto I, ha un'ampia facciata che occupa quasi tutto il lato est, e hanno forte risalto le tre lesene che incorniciano i due portali. La comune trabeazione insieme a 5 capitelli, fa da supporto alla balconata. Il palazzo è particolarmente legato alla figura di don Giacomo Avorio, personaggio di spicco del ventennio fascista pacentrano, in cui si impose in maniera economica e politica.
- Palazzo del Governo: si collegava con il castello, nell'800 fu dimora don don pietro Avorio, da cui prese il nome. Doveva essere una palazzina storica di controllo del paese, insieme al castello, e vi si trovano delle fondamenta di un'antica chiesa, probabilmente quella dell'Annunziata.
- Palazzo La Rocca: è il palazzo più grande di via Santa Maria Maggiore, risalente al 1569, e si mostra imponente quanto il portale principale, della famiglia Rocca, che all'epoca per vantare i più grandi patrimoni feudali del paese, lo fece erigere in forme monumentali. Nel corso dell'800 il palazzo divenne sede municipale, come testimonia una lapide commemorativa a Nicola Abate, sindaco dal 1878 al 1900. Negli anni successivi il palazzo ospitò anche la scuola elementare, ed oggi è sede sia del Municipio che di un museo che conserva reperti storici di Pacentro, come un prezioso presepe in stile napoletano dell'artista Peppino Avolio, delle lampade ad olio originali per l'illuminazione pubblica (il primo impianto è del 1907), e vari stemmi nobiliari delle varie famiglia feudatarie, e antiche palle da cannone provenienti dal castello Caldora.
- Palazzo Giacchesio Martinelli: si trova in Piazza Umberto, e si trova sul lato sud, ha portale alquanto solenne, dotato di fregi e di una scritta incisa sulla trabeazione. Sull'architrave della balconata centrale è ben visibile lo stemma con nappe a cordoni, mentre la data del 1569 è leggibile sull'architrave di una finestra della facciata ad est. Gli scudi sull'architrave del balcone e sui lati del portale invece ripropongono chiaramente la rosa degli Orsini, che dominò Pacentro nel XVI secolo.
- Palazzo Granata: si trova in via San Marco, e risale al XVI secolo. Il portale del 1591 si conserva molto bene nella trabeazione. Dello stemma in rilievo sulla chiave di volta pare sia stato asportato da ladri il disegno della famiglia nobile, poiché la cornice è intatta. Il portone a tre ante è in ottimo stato, con rade ed equilibrate chiodature decorative e una conchiglia intagliata nel legno, che risalta al centro radiale della lunetta superiore. Questa è l'esempio unico di rosta in legno pieno, è ripartita in tre formelle con modanature a spicchio; le ante a loro volta sono ripartire da ben nove formelle rettangolari, che arricchiscono l'aspetto del portale.
- Casa Marlurita - Museo delle Tradizioni Contadine: si trova in via Santa Maria, presso la discesa della Madonna di Loreto, ed è una casa storica del XVI secolo, dove è stato allestito un piccolo museo dedicato alla memoria di Maria Loreta Pacella, detta "Marlurita Chiachiò". Lei fu l'ultima abitante della casa, lasciata nel 1978 al comune, e quando era in vita era molto nota come una guaritrice. Secondo la popolazione era in grado di ritirare il malocchio usando formule tradizionali, ed era depositaria di tecniche per curare il mal di denti con l'uso di oggetti metallici da usare insieme a frasi magiche. Marlurita conosceva bene anche l'uso curativo delle erbe.
- Antico pastifico "Morrone - De Cecco": si trova in via San Francesco, ed è uno dei primi stabilimenti della pasta sorto nella Valle Peligna, poiché lo stabilimento maggiore si trova nell'altro versante della Majella, a Fara San Martino. Fondato nel 1880 da Eustachio Cappoli, lavorò nel pastificio fino al 1949, quando con la costruzione di pastifici più moderni, anche nella zona di Sulmona, non fu più in grado di reggere alla concorrenza. Le prime macchine della fabbrica erano azionate dalla forza motrice di un asino che faceva ruotare gli ingranaggi, successivamente all'inizio del Novecento don Eustachio acquistò macchine elettriche che erano azionate dall'energia della centrale idroelettrica di Pacentro. Il pastificio era in grado di produrre anche 25 tipici diversi di pasta che venivano venduti nelle vari botteghe, insieme a farina, olio e grano.
- Casa Ciccone: si trova in una traversa di via Santa Maria Maggiore, ed è stata la residenza di Gaetano e Michelina Ciccone, nonni della cantante Madonna, che emigrarono in America nel 1919. La casa fu visitata da Madonna stessa nel 1980, durante un ritorno in Abruzzo, e nel 1987, in occasione del concerto di Torino.
- Palazzo Lisio: si trova in Piazza del Popolo, sul lato nord-est. Edificio meno datato tra quelli storici del borgo, in quanto Raffaele Lisio lo fece erigere durante la seconda metà del XIX secolo. Il fabbricato attuale proprietà degli eredi di Aurelio Cercone, presenta un interessante portale lavorato con pietra della Majella, seguendo la scia delle tradizioni dei palazzi gentilizi della Valle Peligna.
- Palazzo Massa: si trova in Largo Jaringhi, proprietà attuale dell'omonima famiglia dei notabili, di antica stirpe nobile. Presenta un bel portale impreziosito dallo stemma in pietra scolpita dove campeggia una "M", iniziale del casato, accanto a una colonna che ne rappresenta il saldo potere, consacrato simbolicamente ad un angelo che lo sorregge. Il fiore presente su ambedue i lati della parte superiore, riconduce al simbolo degli Orsini, protettori della famiglia.
- Palazzo Pitassi: si trova presso via Roma, ha il portale con archivolto a tutto sesto, che sfoggia poderosi conci di pietra dal profilo tronco-piramidale che, a parte la patina dell'età, mostra i segni di una veneranda età. Il portale è realizzato a doghe con una minima decorazione a chiodi; l'edificio fu dimora del sacerdote don Tommasi Pitassi, e l'ultimo proprietario fu Vespasiano Pitassi, che lo vendette ai Cercone, che gestiscono il noto ristorante "Taverna dei Caldora".
- Palazzo Simone: ha un bel portale con doppia di colonne sui dadi, del XVIII secolo, benché il palazzo sia risalente addirittura al XIII secolo. Il portale più antico si trova sul fianco nord della costruzione settecentesca, in bugnato lapideo, che incornicia il legno, in ottime condizioni.
- Palazzo Tonno (già Palazzo Rossi): in via Colle, fino a discendere al Casarino, si trova l'ampia gradinata del palazzo. Il portale ha una trabeazione su cui, oltre ad essere affisso lo stemma della famiglia Rossi (visibile anche sulla facciata della Chiesa di San Marco), appare un fregio decorativo, e a sinistra un fiore, quello degli Orsini. Tale palazzo in pietra concia oggi ospita il Centro informazioni del Parco Nazionale della Majella.
- Palazzo Vespa: il palazzo non fu costruito da nobili, ma si sviluppò su una costruzione più antica, dove lavoravano dei fabbri. Oggi ospita l'Associazione culturale Pacentrana. Nel XVII secolo fu abitato dai Vespa, famiglia di armentari, e presenta un portale con arco a sesto ribassato in pietra ben conservata.

## Tradizioni

### Rievocazione storica "I Caldoreschi"

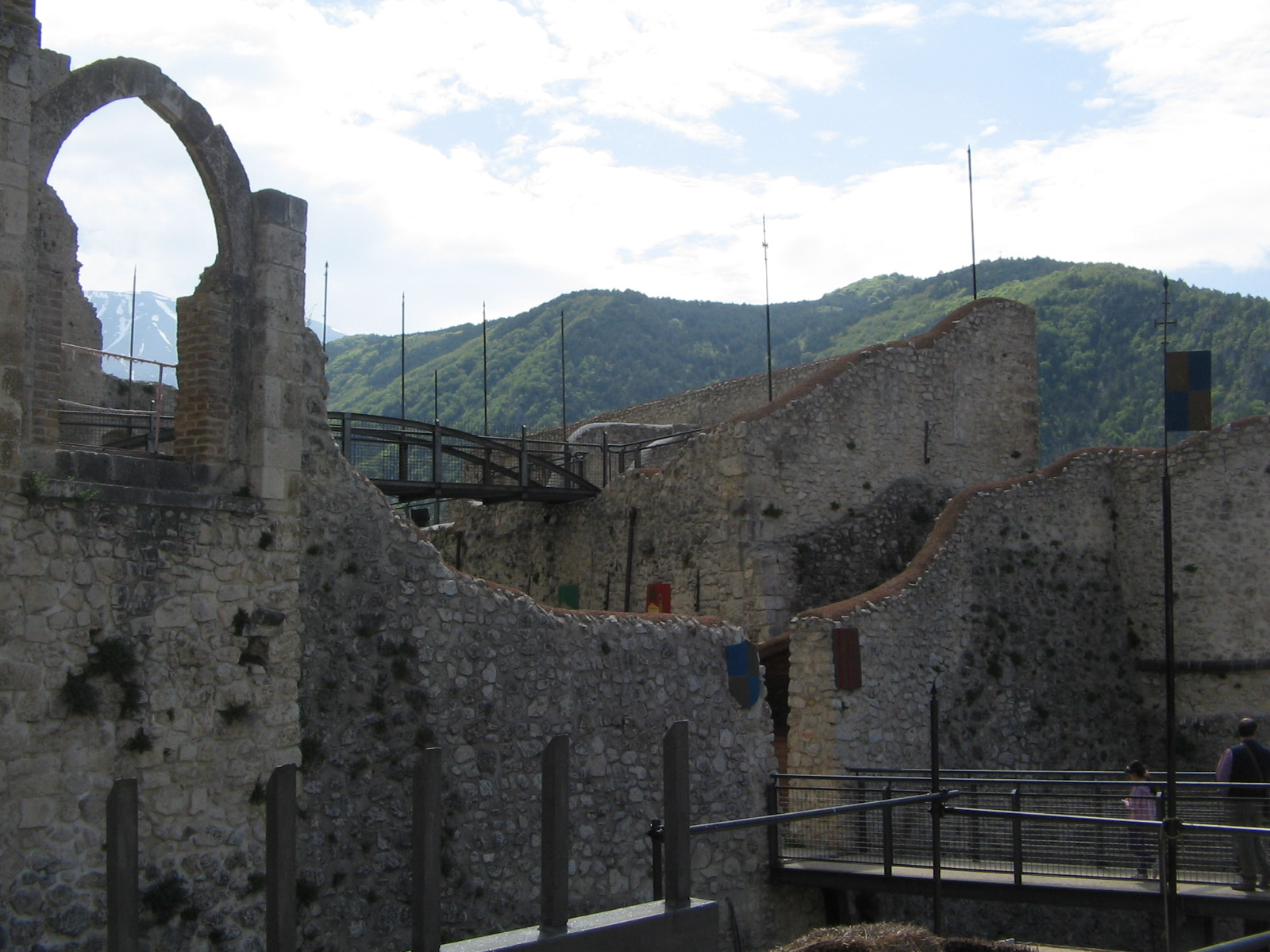
Piazzale interno del castello, dove si tiene la cerimonia dei Caldoreschi

Si celebra nella seconda metà di agosto, ed è una rievocazione storica dell'"agosto Pacentrano", che celebra gli antichi fasti del paese all'epoca dei Caldora e degli Orsini, precisamente dell'anno 1450, quando due membri delle famiglie si unirono in matrimonio, sancendo il passaggio del feudo agli Orsini. La festa dura 6 giorni, e specialmente la sera di ciascun giorno si assiste a percorsi culturali, a sfilate di costume e combattimenti in armi medievali, fino alla celebrazione finale del matrimonio:
- nel primo giorno c'è la corsa dei Paggi e delle Donzelle durante il Palio delle Sette Porte;
- nel secondo giorno c'è il rogo degli Spirito Maligni e vari duelli in onore delle Damigelle presso il castello Caldora e la Piazza delle Poteche (Piazza del Popolo);
- nel terzo giorno c'è la sabba delle Streghe presso la Pietra Tonna (Porta Mulino);
- nel quarto giorno c'è la notte della conversione delle Streghe e gli arresti delle spose novelle per la legge dello Ius primae noctis;
- nel quinto giorno ci sono processi per stregonerie e rogo dei condannati per eresia, in Largo dell'Aringo;
- nel sesto giorno nel pomeriggio si svolgono altri processi agli eretici, il matrimonio dei nobili e le investiture alle famiglie del castellano, presso il Castello Caldora.

### Corsa degli Zingari
Fu voluta nel 1726 dalla Confraternita della Madonna di Loreto. Si tratta di una corsa dei fedeli a piedi nudi lungo un sentiero roccioso che si snoda dalle pendici del Colle Ardingo fino al fiume Vella, per risalire per le vie cittadine fino alla chiesa della Madonna di Loreto. Alla corsa partecipano i giovani del paese, e affonda le radici negli antichi riti pagani diffusi tra i popoli Peligni, riadattati al culti cristiano. Il termine "zingaro" si riferisce non al nomade, ma a colui che è senza scarpe per questioni economiche, e poteva riscattarsi socialmente dimostrando fedeltà alla Madonna correndo per sentieri impervi e duri. La corsa si svolge la prima domenica di settembre, e fu voluta nel momento in cui la Vergine apparve a un fedele sul Colle Ardingo: attendendo il triplice suono della campana della chiesa, i concorrenti partono, raggiungendo la Pietra Spaccata dipinta di verde, bianco e rosso, sopra il Colle, e percorsi 862 metri, gli atleti giungono alla meta, l'altare della chiesa di paese, coi piedi sanguinanti spesso, che vengono immediatamente curati dai confratelli e da medici, per i casi più gravi. In passato il premio per il vincitore era un pezzo di stoffa con cui ricavare un vestito, oggi è una targa cerimoniale.